# Ерліхіоз
Ерліхіоз (англ. Ehrlichiosis) — гостре зоонозне природно-осередкове інфекційне захворювання, яку спричинюють грамнегативні бактерії роду Ehrlichia. У людей E. chaffeensis, E. muris спричинюють моноцитарний ерліхіоз, E. microti, E. equi/phagocytophila — гранулоцитарний анаплазмоз людини (ГАЛ; також гранулоцитарний анаплазмоз, остання назва використовується переважно для означення хвороби у тварин; також гранулоцитарний ерліхіоз людини, ГЕЛ), E. ewingii (Neorickettsia sennetsu) — ураження нейтрофілів, Е. sennetsu є збудником гарячки сеннетсу, ендемічного захворювання на обмеженій території півдня Японії, E. canis, яку тільки відносно недавно визнали збудником ерліхіозу в людей.

## Етимологія
Назва хвороби походить від найменування роду Ehrlichia, який, у свою чергу, названо на честь німецького науковця Пауля Ерліха.

## Актуальність
Ерліхіоз як хворобу людини лікарі почали реєструвати лише з 1986 року, надалі кількість захворілих продовжувала невпинно зростати. Випадки відбуваються переважно в сільських регіонах США, Центральної (Мексика) і Південної (Аргентина) Америки. Окремі випадки зареєстровано в Європі (Бельгія, Італія, Португалія), в Ізраїлі, Малі, Таїланді, Росії. Летальність досягає 10 %. Середня зареєстрована щорічна захворюваність становить близько 2,3 випадку на мільйон осіб

## Етіологія
Ерліхії — дрібні нерухомі грамнегативні бактерії, спор та капсул не утворюють, є облігатними внутрішньоклітинними паразитами, розмножуються всередині цитоплазми інфікованих лейкоцитів, утворюючи великі, шовковисті утворення, що називаються морулами. Вони виявляються в цитоплазмі інфікованих клітин через 6-7 днів від моменту зараження. Основними антигенними детермінантами ерліхій є поверхневі мембранні білки. Вони є складними і складаються з термолабільних та термостабільних компонентів.

## Епідеміологічні особливості
Зараження МЕЛ і ГЕЛ відбувається при укусах кліщів, які виділяють збудника зі слиною. Переносниками МЕЛ в американському регіоні є кліщі Amblyomma americanus, Dermacentor variabilis, Ixodes pacificus, в Європі та Африці — I. persulcatus, Dermacentor variabilis. Резервуарами для збудників МЕЛ є олені, собаки, шакали, койоти, лисиці, єноти, коні, мишоподібні гризуни. Переносниками ГЕЛ є іксодові кліщі I. scapularis, I. pacificus (в американському регіоні) та I. ricinus, I. dammini (в європейському регіоні). Резервуаром для Е. phagocytophila і E. microti слугують гризуни, олені, бізони, собаки, коні, вівці, велика рогата худоба. При гарячці сеннетсу зараження пов'язують з вживанням в їжу сирої риби. Після перенесеної хвороби виникає стійкій імунітет, повторних випадків не описано. Описано окремі випадки внутрішньолікарняної передачі E. phagocytophila через препарати крові. Ерліхіоз частіше реєструється у чоловіків, ніж у жінок. Найбільша кількість випадків припадає на людей у віці 60-69 років. Людям із скомпрометованою імунною системою (наприклад, внаслідок лікування раку, розвиненої ВІЛ-інфекції, після трансплантації органів або вживання деяких ліків) є підвищений ризик в разі зараження виникнення тяжкого ерліхіозу.

## Патогенез
З місця укорінення, де часто формується первинний афект, ерліхії лімфогенно проникають до кровотоку, потім з клітинами крові (моноцити, нейтрофіли, лімфоцити) поширюються по всьому організму. У місці паразитування ерліхій формуються характерні кільцеподібні гранульоми, які виявляються в кістковому мозку, печінці, селезінці, міокарді, легенях, оболонах і речовині головного мозку. У кістковому мозку розвивається гіпоплазія, що дає пуск анемії, лейкопенії і тромбоцитопенії. Внаслідок глибокої панцитопенії формується імунодефіцит, розвиваються опортуністичні вірусні та грибкові інфекції. При гарячці сеннетсу вхідні ворота розташовані в області слизової порожнини рота або глотки. Потім збудники поширюються по лімфатичних і кровоносних судинах (бактеріємія), це супроводжується генералізованою лімфаденопатією та ураженням кісткового мозку. Не виключається можливість тривалої персистенції ерліхій в організмі людини і хронічний перебіг захворювання, що принаймні спостерігається у тварин.

## Клінічні прояви
Інкубаційний період триває 1 — 21 день. Прояви ерліхіозів різноманітні, від безсимптомних форм до виражених маніфестних з тяжким клінічним перебігом. Найчастіше захворювання розпочинається гостро, підвищується температура тіла до 38–40 °C. У хворих з'являється сильний головний біль, міалгії, артралгії, загальна слабкість, нудота, блювання. При огляді виявляють гіперемію обличчя, ін'єкцію судини кон'юнктив, у частини хворих можна виявити первинний афект (спочатку у вигляді везикули, а пізніше у вигляді невеликої ранки, вкритої темною кіркою). Висип макулопапульозного характеру спостерігається у 20 % хворих, окремі елементи висипу можуть зливатися у великі еритеми. Печінка і селезінка збільшені, інколи виявляють субіктеричність склер. При ураженні E. muris висип не спостерігається. Деяких хворих з МЕЛ турбує біль у горлі, кашель, діарея, біль у животі, може розвиватись неврит лицьового нерву або серозний менінгіт. Основними симптомами гарячки сеннетсу є підвищення температури тіла до 38–39 °C та генералізована лімфаденопатія. Загальна тривалість захворювання невідома. Наразі немає повідомлень про хронічні випадки хвороби.

## Діагностика
Ерліхіоз слід діагностувати на основі клінічних та епідеміологічних даних. Пізніше його можна підтвердити, використовуючи спеціалізовані підтверджені лабораторні тести, але лікування слід розпочати негайно, до отримання результатів лабораторних досліджень.
При дослідженні крові виявляється лейкопенія, анемія, тромбоцитопенія, підвищення активності амінотрансфераз, лужної фосфатази, лактатдегідрогенази. Лабораторним підтвердженням діагнозу служить виявлення антитіл до ерліхій за допомогою серологічних тестів. Однак на початку захворювання ці тести можуть бути негативними, оскільки для вироблення антитіл потрібно від 2 до 4 тижнів.
Також для підтвердження діагнозу застосовують ПЛР для виявлення ДНК ерліхій у крові. Мікроскопічне дослідження мазків крові для виявлення морули (скупчення елементарних тілець всередині нейтрофілів) та виділення збудника культуральним методом практично не застосовують через низьку чутливість методик.

## Лікування
Як препарат першої ланки для етіотропного лікування застосовують доксициклін. Можлива комбінація з рифампіцином. Вкрай рідко призначають тетрациклін, хлорамфенікол.

## Профілактика
Вакцина станом на 2018 рік не розроблена. Профілактичне вживання антибіотиків після укусу кліща не рекомендується.